# Коврижные (Гостовское сельское поселение)
 Коврижные  — деревня в Шабалинском районе Кировской области. Входит в состав Гостовского сельского поселения.

## География
Расположена на расстоянии примерно 33 км по прямой на северо-запад от райцентра поселка Ленинского.

## История
Упоминается с 1873 года как починок При речке Семипрудке и Некрасовке (Шабалины), в котором дворов 14 и жителей 97, в 1905 (починок При речке Семипрудке и Некрасовке или Коврижные) 29 и 219, в 1926 (деревня Коврижные или При речке Семипрудке и Некрасовке) 62 и 330, в 1950 (Коврижные) 46 и 161, в 1989 21 житель.

## Население
Постоянное население составляло 14 человек (русские 93%) в 2002 году, 3 в 2010.